# Dragonoš
Dragonoš is een plaats in de gemeente Samobor in de Kroatische provincie Zagreb. De plaats telt 27 inwoners (2001).